# Élections municipales de 2017 dans Sherbrooke
 (signalé en août 2025).
Si vous disposez d'ouvrages ou d'articles de référence ou si vous connaissez des sites web de qualité traitant du thème abordé ici, merci de compléter l'article en donnant les références utiles à sa vérifiabilité et en les liant à la section « Notes et références ».
- Archive Wikiwix
- Bing
- Cairn
- DuckDuckGo
- E. Universalis
- Gallica
- Google
- G. Books
- G. News
- G. Scholar
- Persée
- Qwant
- (zh) Baidu
- (ru) Yandex

Pour un article plus général, voir Élections municipales de 2017 en Estrie.
Cet article concerne les élections municipales de 2017 en Estrie dans la municipalité régionale de comté de Le Granit.

## Sherbrooke
| Parti                             | Parti                             | Candidats                         | Voix    | %     |
| --------------------------------- | --------------------------------- | --------------------------------- | ------- | ----- |
|                                   | Indépendant                       | Steve Lussier                     | 22 789  | 43,54 |
|                                   | Renouveau sherbrookois            | Bernard Sévigny (Sortant)         | 16 821  | 32,14 |
|                                   | Sherbrooke citoyen                | Hélène Pigot                      | 11 299  | 21,59 |
|                                   | Indépendant                       | Denis Pellerin                    | 947     | 1,81  |
|                                   | Indépendant                       | Patrick Tétreault                 | 481     | 0,92  |
|                                   |                                   |                                   |         |       |
| Votes valides                     | Votes valides                     | Votes valides                     | 52 337  | 98,65 |
| Bulletins rejetés                 | Bulletins rejetés                 | Bulletins rejetés                 | 715     | 1,35  |
| Total                             | Total                             | Total                             | 53 052  | 100   |
| Abstention                        | Abstention                        | Abstention                        | 67 957  | 56,16 |
| Nombre d'inscrits / participation | Nombre d'inscrits / participation | Nombre d'inscrits / participation | 121 009 | 43,84 |

| Parti                             | Parti                             | Candidats                         | Voix    | %     | Sièges |
| --------------------------------- | --------------------------------- | --------------------------------- | ------- | ----- | ------ |
|                                   | Renouveau sherbrookois            | 14                                | 11 701  | 22,42 | 2      |
|                                   | Sherbrooke citoyen                | 16                                | 11 042  | 21,16 | 1      |
|                                   | Indépendants                      | 25                                | 29 452  | 56,43 | 11     |
|                                   |                                   |                                   |         |       |        |
| Votes valides                     | Votes valides                     | Votes valides                     | 52 195  | 98,38 |        |
| Bulletins rejetés                 | Bulletins rejetés                 | Bulletins rejetés                 | 857     | 1,62  |        |
| Total                             | Total                             | Total                             | 53 052  | 100   | 14     |
| Abstention                        | Abstention                        | Abstention                        | 67 957  | 56,16 |        |
| Nombre d'inscrits / participation | Nombre d'inscrits / participation | Nombre d'inscrits / participation | 121 009 | 43,84 |        |